# Solva bergi
Solva bergi är en tvåvingeart som beskrevs av James 1951. Solva bergi ingår i släktet Solva och familjen lövträdsflugor. Inga underarter finns listade i Catalogue of Life.